# Bob De Brabandere

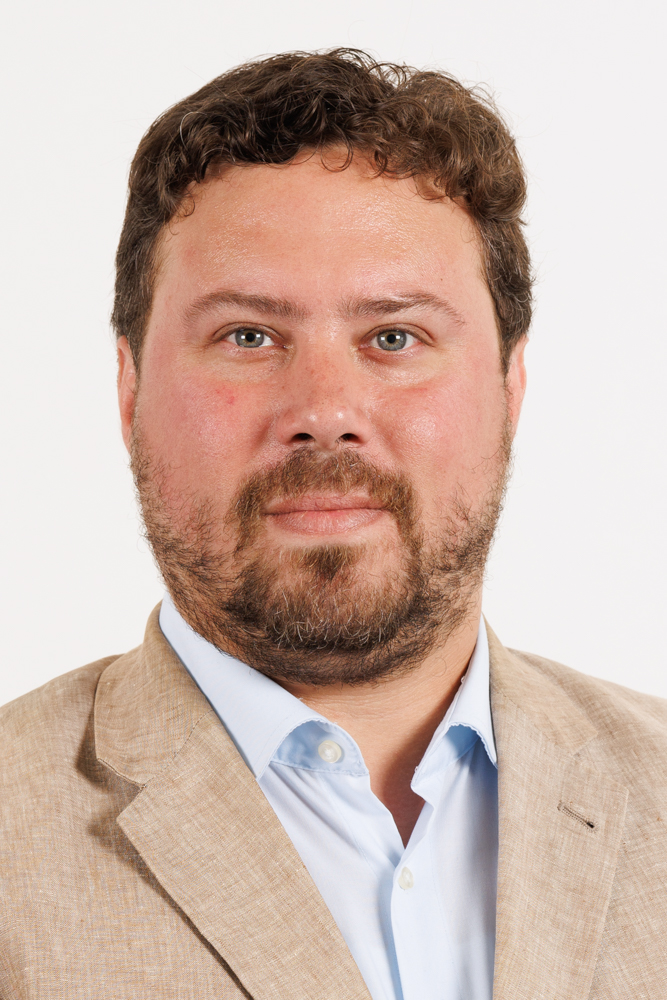
Bob De Brabandere

Bob De Brabandere (Gent, 31 augustus 1987) is een Belgisch Vlaams-nationalistisch politicus voor het Vlaams Belang.

## Levensloop
De Brabandere was tijdens zijn studies aan de Universiteit Gent actief in het Katholiek Vlaams Hoogstudentenverbond. Na het aflopen van zijn studies verhuisde hij naar de Brusselse gemeente Sint-Agatha-Berchem. Ook werd hij bestuurslid van de Vlaams Belang Jongeren.
Beroepshalve werd hij universitair medewerker bij de Vlaams Belang-fractie in het Brussels Hoofdstedelijk Parlement. Hij werd eveneens tot in het voorjaar van 2020 politiek secretaris van VB-voorzitter Tom Van Grieken. Sinds 2014 is De Brabandere bovendien voorzitter van de Brusselse Vlaams Belang-afdeling en sinds 2020 zetelt hij in het nationaal partijbestuur van Vlaams Belang.
Bij de gemeenteraadsverkiezingen van 2012 en 2018 was hij lijsttrekker van de VB-lijst in Sint-Agatha-Berchem, maar hij werd telkens niet verkozen. In 2014 en 2019 was hij ook kandidaat voor het Brussels Hoofdstedelijk Parlement, opnieuw zonder verkozen te geraken.
Na de verkiezingen van mei 2019 besliste zijn partij om De Brabandere te coöpteren in de Senaat. Hij bleef gecoöpteerd senator tot in juli 2024. Vanaf juli 2019 zetelde hij eveneens in de Parlementaire Assemblee van de Raad van Europa.
Bij de verkiezingen van juni 2024 werd De Brabandere als lijsttrekker voor zijn partij verkozen in het Brussels Hoofdstedelijk Parlement. Hij werd er fractievoorzitter voor zijn partij. Ook werd hij door zijn partij opnieuw afgevaardigd naar de Senaat, ditmaal als deelstaatsenator.